# Детронізація

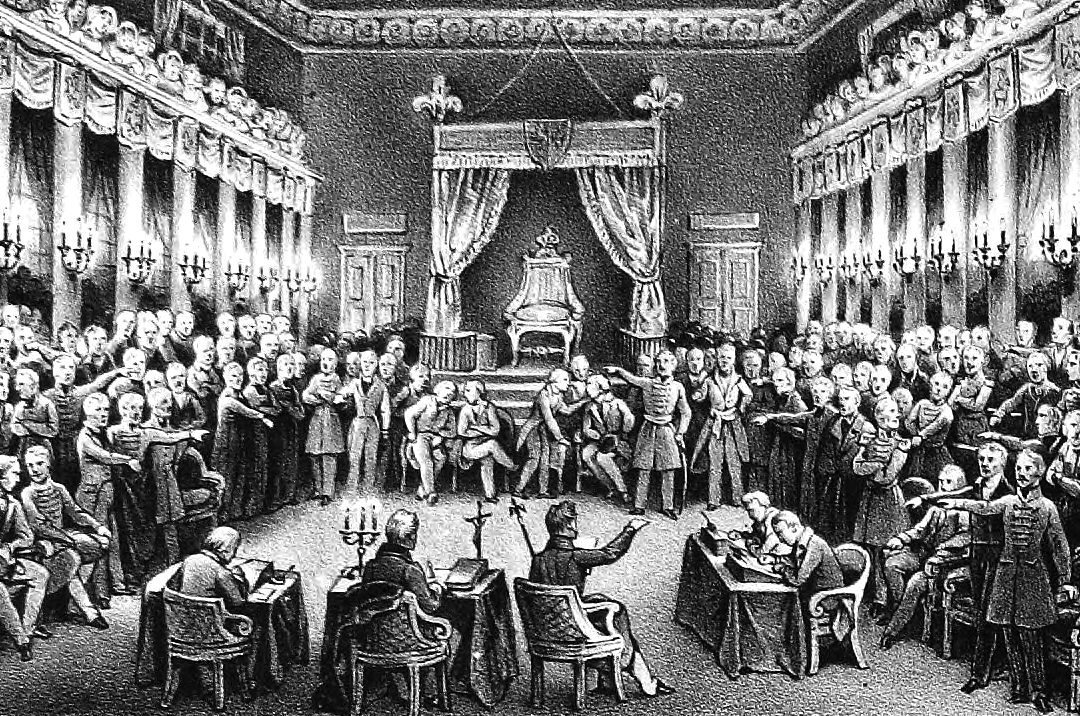
Детронізація Миколи І польським сеймом в 1831 році.

Детроніза́ція (англ. dethronisation) — позбавлення монарха трону, скинення правителя з престолу. Може відбуватися внаслідок революції, державного перевороту, постанови Церкви чи Парламенту тощо. У середньовіччі європейські королі могли бути детронізовані за постанови Святого Престолу, який визначав їх «негідними королями» (лат. rex inutilis), звільняв підданих від присяги їм та доручав долю королівства у руки іншого представника королівської династії. Детронізація супроводжується інтронізацією нового монарха й збереженням монархії, або повною ліквідацією монархічного ладу.

## Приклади
- 1245 року папа Іннокентій IV детронізував португальського короля Саншу II, передавши опіку над королівством його братові Афонсу ІІІ. Ця постанова спричинила внутрішню війну у Португалії, яка закінчилася 1247 року перемогою Афонсу ІІІ. Останній прийняв королівський титул 1248 року після смерті брата Саншу ІІ у вигнанні.
- 1831 року, в ході Листопадового повстання, Польський сейм прийняв постанову про детронізацію Миколи І як польського короля.